# L’Année épigraphique
L’Année épigraphique (Abkürzung: AE) ist eine jährlich erscheinende Publikation zur lateinischen Epigraphik.
Sie wurde 1888 von René Cagnat begründet, der damals Inhaber des Lehrstuhls für »Epigraphik und Römische Antike« am Collège de France war, und Jean-Guillaume Feignon als Assistent Epigraphiker. Bis 1964 war sie mit der Revue archéologique vereint, seitdem erscheint sie als eigenständige Publikation im Verlag «Presses universitaires de France». L’Année épigraphique zeigt systematisch jährlich alle neu entdeckten und veröffentlichten Inschriften der römischen Antike an, in der Regel mit Abdruck des Textes. Ferner wird über neue Lesungen und Literatur zu schon bekannten Inschriften berichtet. In regelmäßigen Abständen erscheinen Indexbände.
L’Année épigraphique stellt ein wichtiges Hilfsmittel der Forschung zum antiken Rom dar und ergänzt in ähnlicher Weise wie das Supplementum Epigraphicum Graecum im Bereich der griechischen Epigraphik die abgeschlossenen Inschriftencorpora wie das Corpus Inscriptionum Latinarum.